# Lizardo Garrido
Lizardo Antonio Garrido Bustamante (Santiago, 25 augustus 1957) is een voormalig profvoetballer uit Chili, die gedurende zijn carrière speelde als verdediger. Zijn bijnaam luidde "El Chano". Hij werd in 1984 uitgeroepen tot Chileens voetballer van het jaar.

## Clubcarrière
Garrido speelde het grootste gedeelte van zijn carrière in zijn vaderland Chili voor Colo-Colo. Met die club won hij onder meer de CONMEBOL Libertadores (1991) en zes landskampioenschappen.

## Interlandcarrière
Garrido speelde 44 officiële interlands voor Chili in de periode 1981–1991. Hij maakte zijn debuut op 10 maart 1981 in een vriendschappelijke interland tegen Colombia (1–0-overwinning) en nam met Chili onder meer deel aan de WK-eindronde in 1982. Daar beleefde La Roja een roemloze aftocht na drie nederlagen op rij; achtereenvolgens Oostenrijk (0–1), West-Duitsland (1–4) en Algerije (2–3) waren te sterk voor de ploeg van bondscoach Luis Santibáñez.

## Erelijst
Colo-Colo
- Primera División (7): 1981, 1983, 1986, 1989, 1991, 1993, 1996
- Copa Chile (6): 1981, 1982, 1985, 1988, 1989, 1990
- CONMEBOL Libertadores (1): 1991
- Copa Interamericana (1): 1992
- CONMEBOL Recopa (1): 1992